# Звездан (Зајечар)
Звездан је приградско насеље града Зајечара у Зајечарском округу. Према попису из 2022. било је 1414 становника (према попису из 1991. било је 1595 становника).

## Географија
Насеље се налази 6 km западно од центра града Зајечара на обали Црне реке, или Црног Тимока, у западном делу зајечарске котлине, са ослонцем на јужни обод брда Ђуле. Већи део насеља лежи на левој обали Црног Тимока, док је на десној страни мањи део. Кроз насеље, дуж десне обале, пролази магистрални пут Зајечар — Параћин — Београд, и регионални пут Зајечар — Метовница. Атар насеља је површине око 3.500 хектара

## Историја
Звездан је настао насељавањем са Косова у време сеобе под патријархом Арсенијем III Чарнојевићем 1690. године. Према причама најстаријих мештана, преци Звезданаца живели су некада у селу Равној Сеници, у близини Липљана. Са Косова је по предању дошло 9 породица са старешинама који су се звали: Јанча, Миљко, Бана, Бека, Рајко, Пасојка, Инђа, Јоја и Сандул. За Сандула се причало да је био познати воденичар у Равној Сјеници.
По једној верзији, већа групација Косовљана, која је ишла долином Јужне Мораве и преко Честобродице, скренула је на исток, и поделила се на неколико мањих група које су пошле даље долином Црне реке. Тако је једна у сумрак стигла на место где је и заноћила, и станиште назвала Сумраковац. Друга група је дуго путовала и једне ноћи се зауставила у равници, у доњем току Црне реке. Те ноћи небо је било тако прекривено звездама „да је једна другу истеривала“. Уморни путници су се дуго дивили звезданој ноћи, идућег јутра нису кренули даље, а своје насеље назвали Звездан. По другој верзији, име је настало по кули светиљи која се налазила „више села ка селу Гамзиграду“. Ову кулу су саградили Латини да би помогли путницима који су ноћу туда пролазили. Кулу су називали „Звезда“ и временом је дошло до имена Звездан. Стари Звезданци кажу да име места потиче од Звезде како се звало село близу Равне Сјенице, одакле су се наводно Звезданци доселили.
Овде се налази црква Светог пророка Илије и Зањевачка црква.

## Демографија
У насељу Звездан живи 1407 пунолетних становника, а просечна старост становништва износи 43,9 година (42,2 код мушкараца и 45,7 код жена). У насељу има 538 домаћинстава, а просечан број чланова по домаћинству је 3,11.
Ово насеље је великим делом насељено Србима (према попису из 2002. године).
|  |

| Демографија | Демографија | Демографија |
| Година      | Становника  | Становника  |
| ----------- | ----------- | ----------- |
| 1948.       | 1.583       |             |
| 1953.       | 1.630       |             |
| 1961.       | 1.804       |             |
| 1971.       | 1.799       |             |
| 1981.       | 1.837       |             |
| 1991.       | 1.595       | 1.569       |
| 2002.       | 1.675       | 1.711       |

| Етнички састав према попису из 2002.‍ | Етнички састав према попису из 2002.‍ | Етнички састав према попису из 2002.‍ | Етнички састав према попису из 2002.‍ | Етнички састав према попису из 2002.‍ |
| ------------------------------------ | ------------------------------------ | ------------------------------------ | ------------------------------------ | ------------------------------------ |
|                                      |                                      |                                      |                                      |                                      |
| Срби                                 | Срби                                 |                                      | 1.640                                | 97,91%                               |
| Југословени                          | Југословени                          |                                      | 13                                   | 0,77%                                |
| Црногорци                            | Црногорци                            |                                      | 2                                    | 0,11%                                |
| Власи                                | Власи                                |                                      | 2                                    | 0,11%                                |
| Македонци                            | Македонци                            |                                      | 1                                    | 0,05%                                |
| Бошњаци                              | Бошњаци                              |                                      | 1                                    | 0,05%                                |
| непознато                            | непознато                            |                                      | 3                                    | 0,17%                                |

| Година пописа     | 1948. | 1953. | 1961. | 1971. | 1981. | 1991. | 2002. |
| ----------------- | ----- | ----- | ----- | ----- | ----- | ----- | ----- |
| Број домаћинстава | 380   | 393   | 446   | 453   | 509   | 484   | 538   |

| Број чланова      | 1  | 2   | 3   | 4  | 5  | 6  | 7  | 8 | 9 | 10 и више | Просек |
| ----------------- | -- | --- | --- | -- | -- | -- | -- | - | - | --------- | ------ |
| Број домаћинстава | 79 | 148 | 116 | 97 | 48 | 31 | 14 | 5 | 0 | 0         | 3,11   |

| Пол    | Укупно | Неожењен/Неудата | Ожењен/Удата | Удовац/Удовица | Разведен/Разведена | Непознато |
| ------ | ------ | ---------------- | ------------ | -------------- | ------------------ | --------- |
| Мушки  | 739    | 201              | 468          | 50             | 20                 | 0         |
| Женски | 731    | 99               | 451          | 154            | 27                 | 0         |
| УКУПНО | 1.470  | 300              | 919          | 204            | 47                 | 0         |

| Пол    | Укупно                    | Пољопривреда, лов и шумарство | Рибарство                            | Вађење руде и камена | Прерађивачка индустрија       |
| ------ | ------------------------- | ----------------------------- | ------------------------------------ | -------------------- | ----------------------------- |
| Мушки  | 367                       | 28                            | 0                                    | 10                   | 149                           |
| Женски | 193                       | 28                            | 0                                    | 1                    | 53                            |
| УКУПНО | 560                       | 56                            | 0                                    | 11                   | 202                           |
| Пол    | Производња и снабдевање   | Грађевинарство                | Трговина                             | Хотели и ресторани   | Саобраћај, складиштење и везе |
| Мушки  | 6                         | 27                            | 41                                   | 6                    | 39                            |
| Женски | 3                         | 2                             | 37                                   | 7                    | 10                            |
| УКУПНО | 9                         | 29                            | 78                                   | 13                   | 49                            |
| Пол    | Финансијско посредовање   | Некретнине                    | Државна управа и одбрана             | Образовање           | Здравствени и социјални рад   |
| Мушки  | 2                         | 7                             | 20                                   | 6                    | 15                            |
| Женски | 4                         | 2                             | 8                                    | 7                    | 27                            |
| УКУПНО | 6                         | 9                             | 28                                   | 13                   | 42                            |
| Пол    | Остале услужне активности | Приватна домаћинства          | Екстериторијалне организације и тела | Непознато            | Непознато                     |
| Мушки  | 8                         | 0                             | 0                                    | 3                    | 3                             |
| Женски | 2                         | 0                             | 0                                    | 2                    | 2                             |
| УКУПНО | 10                        | 0                             | 0                                    | 5                    | 5                             |